# Massariothea triseptata
Massariothea triseptata är en svampart som beskrevs av Alcorn 1993. Massariothea triseptata ingår i släktet Massariothea, divisionen sporsäcksvampar och riket svampar.   Inga underarter finns listade i Catalogue of Life.